# 訃報 2000年1月
訃報 2000年1月（ふほう 2000ねん1がつ）では、2000年（平成12年）1月中に物故した、又は物故が報じられた人物についてまとめる。

## （1日 - 15日）

パトリック・オブライアン／1月2日没

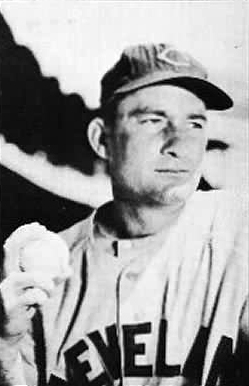
ボブ・レモン／1月11日没

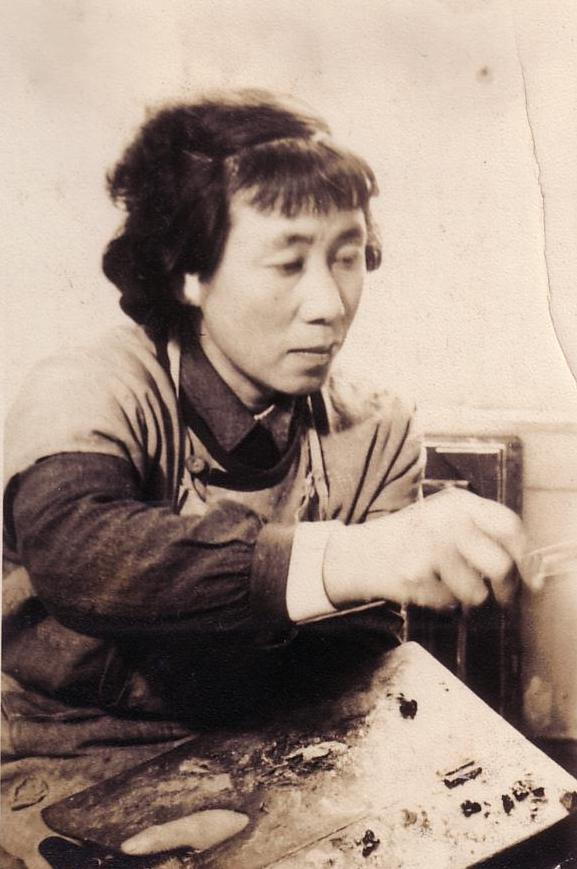
丸木俊／1月13日没

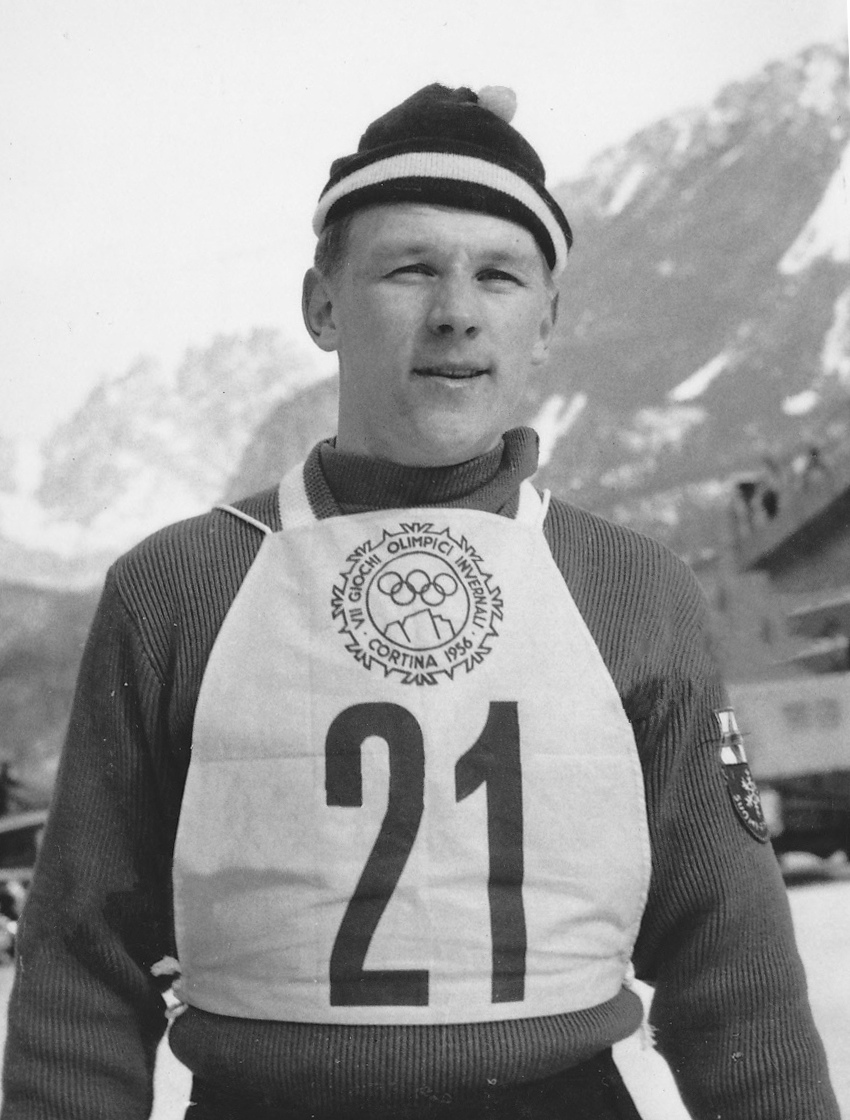
アンティ・ヒュベリネン／1月13日没

- 1月2日 - パトリック・オブライアン、作家（* 1914年）
- 1月3日 - 秋山龍[1]、官僚、元運輸事務次官（* 1905年）
- 1月3日 - 山口勇子[2]、作家（* 1916年）
- 1月3日 - 岩崎哲郎、プロ野球選手（* 1933年）
- 1月4日 - 小池嘉子、政治家（* 1900年）
- 1月5日 - 小島剛夕、漫画家（* 1928年）
- 1月7日 - 福間知之、政治家（* 1927年）
- 1月8日 - 箕田源二郎、絵本作家（* 1918年）
- 1月11日 - イヴァン・コンベ、薬品技術者（* 1911年）
- 1月11日 - ボブ・レモン、野球選手（* 1920年）
- 1月11日 - 松本虎之助、政治家（* 1930年）
- 1月12日 - マーク・デイヴィス、アニメーター（* 1913年）
- 1月13日 - 丸木俊、画家（* 1912年）
- 1月13日 - 陸井三郎、国際政治評論家（* 1918年）
- 1月13日 - 大野乾、生物学者（* 1928年）
- 1月13日 - 菅朝照、政治家（* 1928年）
- 1月13日 - アンティ・ヒュベリネン、スキー選手（* 1932年）
- 1月14日 - レナード・ワイズガード、イラストレーター（* 1916年）
- 1月14日 - 吉の谷彰俊、大相撲力士（* 1949年）

## （16日 - 31日）

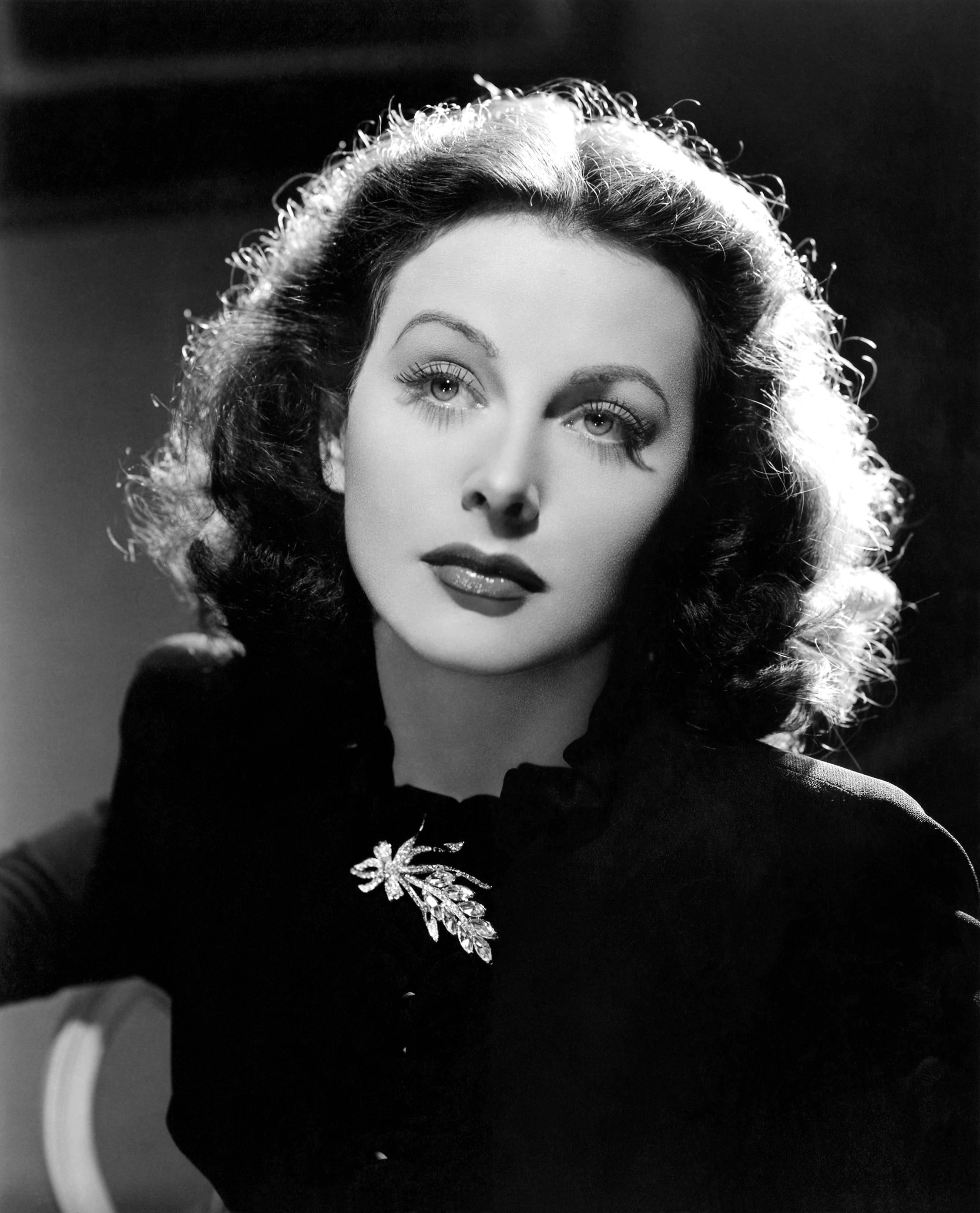
ヘディ・ラマー／1月19日没

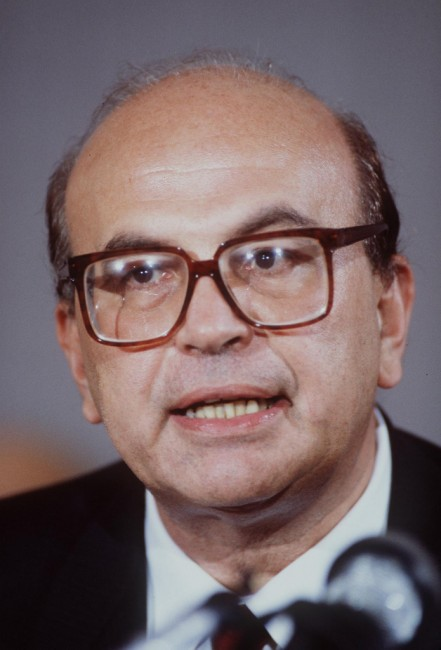
ベッティーノ・クラクシ／1月19日没

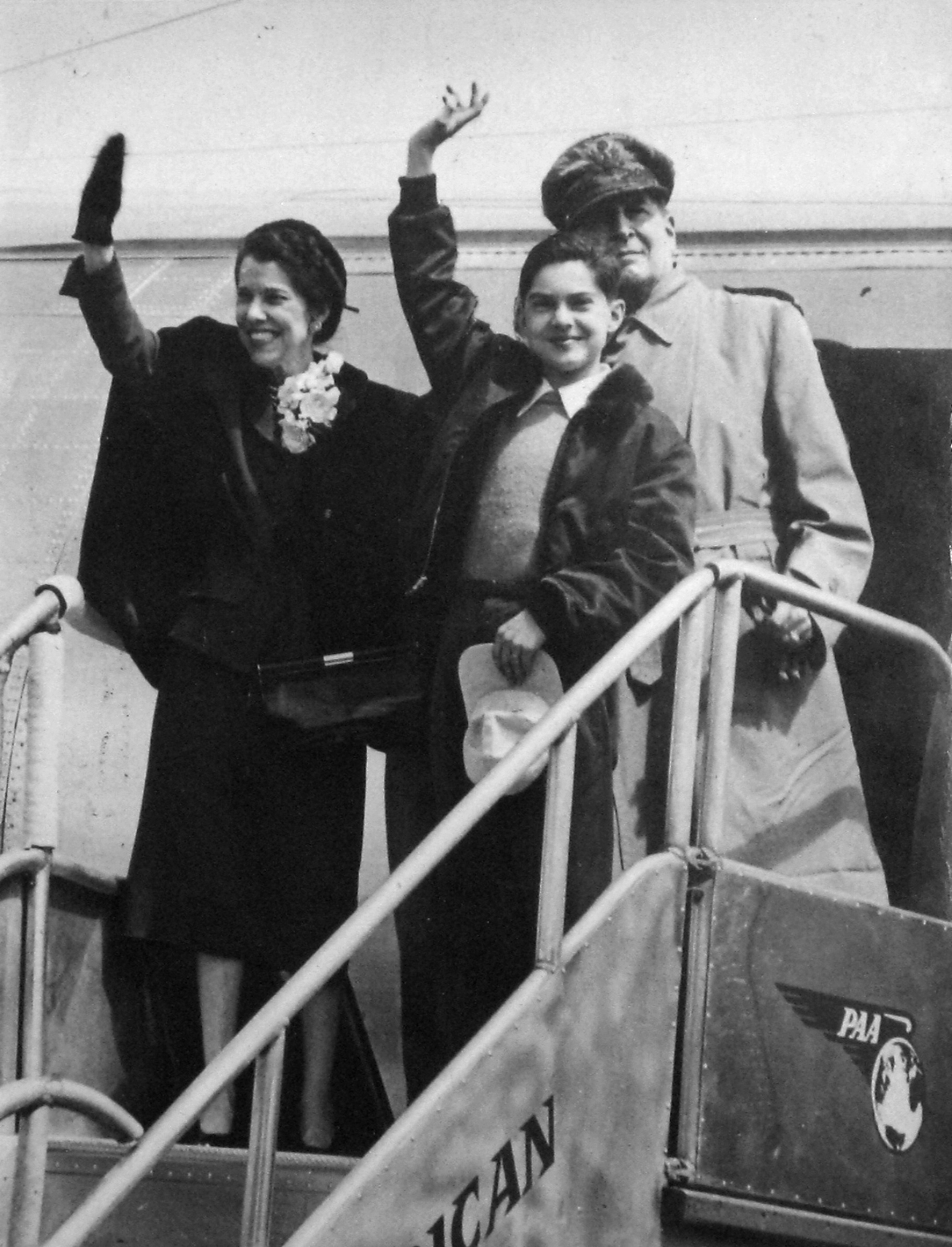
ジーン・マッカーサー（左）／1月22日没

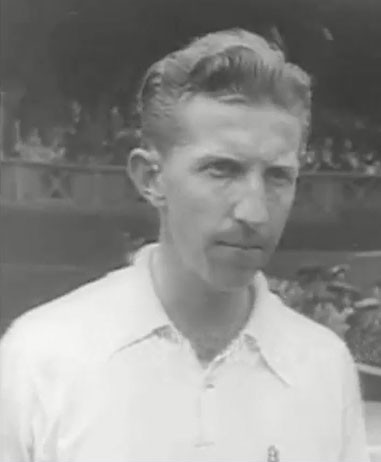
ドン・バッジ／1月26日没

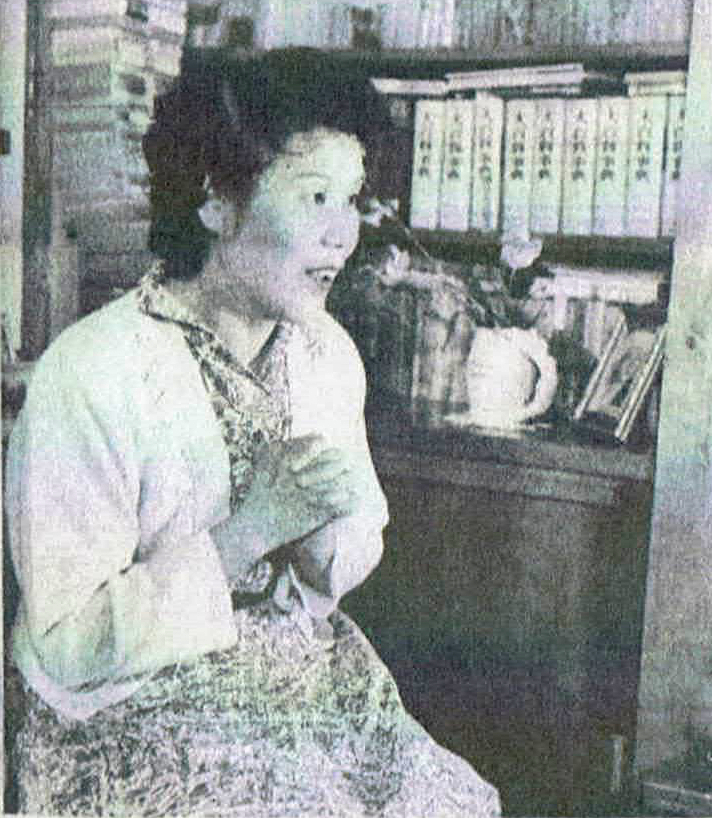
大原富枝／1月27日没

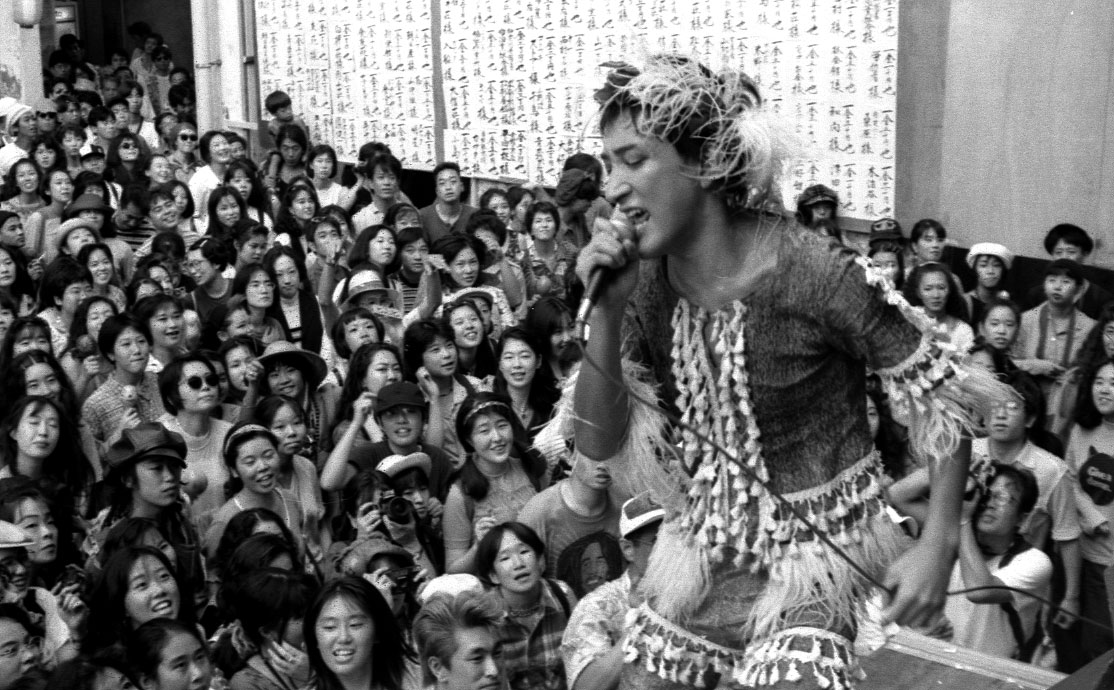
どんと／1月28日没

- 1月18日 - 生方たつゑ、歌人（* 1905年）
- 1月19日 - ジョージ・レドヤード・ステビンズ、植物学者・遺伝学者（* 1906年）
- 1月19日 - ヘディ・ラマー、女優・発明家（* 1914年）
- 1月19日 - 牧羊子、詩人・エッセイスト（* 1923年）
- 1月19日 - ベッティーノ・クラクシ、元イタリア首相（* 1934年）
- 1月20日 - 岩本信一、プロ野球選手、プロ野球審判員（* 1921年）
- 1月22日 - ジーン・マッカーサー、ダグラス・マッカーサーの2番目の妻（* 1898年）
- 1月23日 - 成田きん、長寿の双子として知られた人物（* 1892年）
- 1月26日 - ドン・バッジ、テニス選手（* 1915年）
- 1月26日 - 永井陽子、歌人（* 1951年）
- 1月27日 - 大原富枝、小説家（* 1912年）
- 1月27日 - フリードリヒ・グルダ、ピアニスト（* 1930年）
- 1月28日 - どんと、ミュージシャン、BO GUMBOSのヴォーカル（* 1962年）
- 1月29日 - 後藤正夫、政治家、統計学者、第50代法務大臣（* 1913年）
- 1月31日 - 高橋政知、オリエンタルランド代表取締役相談役（* 1913年）